# Cmentarz prawosławny przy cerkwi Świętych Cyryla i Metodego w Częstochowie
Cmentarz prawosławny przy cerkwi Świętych Cyryla i Metodego w Częstochowie − nieistniejący już cmentarz w Częstochowie dla zmarłych wyznania prawosławnego, założony w latach 70. XIX wieku i zlikwidowany po roku 1918.
Cmentarz został założony po wybudowaniu cerkwi Świętych Cyryla i Metodego, świątynia powstała w latach 1870–1872 na miejscu wyburzonego kościoła katolickiego św. Jakuba. W 1898 roku powstał nowy cmentarz prawosławny przy ul. Rocha, utworzony przez wydzielenie terenu z katolickiego cmentarza św. Rocha i cmentarza ewangelicko-augsburskiego. Od czasu uruchomienia nowego cmentarza pogrzeby na cmentarzu przycerkiewnym nie odbywały się, a po przekształceniu cerkwi w kościół katolicki groby przeniesiono na cmentarz Kule.